# 中国公安辺防海警部隊
中国公安辺防海警部隊（ちゅうごくこうあんへんぼうかいけいぶたい、英語: China Coast Guard）は、2013年7月まで活動していた中華人民共和国の沿岸警備と法執行を担当していた準軍事組織。人民武装警察部隊に所属し、公安部辺防管理局（公安部四局）が指揮を行う、辺防部隊の内の一つであった。
2013年3月に国家機関の機構改革が決定され、沿岸警備、海洋資源管理、漁業管理、税関業務は国家海洋局内に整理統合されることとなった。同年7月、国家海洋局内に公安部の指導を受ける中国海警局が正式に発足し、中国公安辺防海警部隊は廃止された。

## 組織
武装警察に所属し、公安部辺防局が指揮をしていた。部隊の略称は「中国辺防海警」と称されていた。所属船舶には「海警○○○○」と表示がされていた。海に接する11の省、自治区、直轄市のそれぞれに辺防総隊を、総隊の下に支隊を置き、主に領海内の海上法執行機関として活動していた。
1. 福建辺防総隊海警一支隊（福州）
2. 同二支隊（泉州）
3. 同三支隊（アモイ）
4. 広東辺防総隊海警一支隊（広州）
5. 同二支隊（汕頭）
6. 同三支隊（湛江）
7. 遼寧辺防総隊海警一支隊（大連）
8. 同二支隊（丹東）
9. 山東辺防総隊海警一支隊（威海）
10. 同二支隊（青島）
11. 浙江辺防総隊海警一支隊（台州）
12. 同二支隊（寧波）
13. 海南辺防総隊海警一支隊（海口）
14. 同二支隊（三亜）
15. 広西辺防総隊海警一支隊（北海）
16. 二支隊（防城港）
17. 河北辺防総隊海警支隊（秦皇島）
18. 江蘇辺防総隊海警支隊（太倉）
19. 天津辺防総隊海警支隊
20. 上海辺防総隊海警支隊
21. 公安海警学院

## 所属船艇
| 隻数 | #         | 船級                            | トン数 | 速力 | 兵装                              | 搭載機       | 進水 |
| ---- | --------- | ------------------------------- | ------ | ---- | --------------------------------- | ------------ | ---- |
| 1    | 1001      | 718型                           | 1617   | n/a  | 37mm機関砲×1門                    | ヘリ甲板のみ | 2006 |
| 2    | 1002,1003 | 728型 (旧海軍 053H型フリゲート) | 1662   | 26   | 37mm機関砲×1門, 14.5mm機銃×2～4挺 | 0            | 1977 |
| 19   | 多数      | 618型                           | 650    | 25.6 | 37mm機関砲×1門 or 30mm機関砲×1門  | 0            | 2009 |

## 船体カラースキーム
隊員の制服は迷彩色で戦闘服と同じ。従来は船体色が海軍と同じ濃い灰色であった。近年は白地に青線を引いたカラースキームも使用され始めていたが、全部隊に普及しないうちに中国海警局に引き継がれることとなった